# مارکو آلبرتونی
مارکو آلبرتونی (انگلیسی: Marco Albertoni؛ زادهٔ ۵ اوت ۱۹۹۵) بازیکن فوتبال است.